# Johann Kunsch von Breitenwald
Johann Kunsch von Breitenwald (* 8. Mai 1620 in Troppau, Schlesien; † 9. November 1681 in Berlin) war ein deutscher reformierter Theologe und kurfürstlich-brandenburgischer Hof- und Domprediger des Großen Kurfürsten in Berlin.

## Leben
Als Sohn des Jeremias Kunsch von Breitenwald, Leibarzt von Markgraf Johann Georg von Brandenburg-Jägerndorf, und der Barbara geb. Giller von Lilienfeld, wuchs Kunsch von Breitenwald in Brieg auf, wo er bis 1635 das Gymnasium besuchte. Nach dem Theologiestudium an der Universität Groningen wurde er 1646 Pfarrer in Xanten, von wo er 1652 nach Rees wechselte. 1655 wurde als Domprediger nach Cölln berufen und übernahm nach dem Tod von Johann Bergius 1659 zusätzlich dessen Stelle als Hofprediger. Zusätzlich unterrichtete er am Joachimsthalschen Gymnasium.
Kurfürst Friedrich Wilhelm schätzte Kunsch von Breitenwald sehr, nahm ihn öfters auf Reisen mit und vertraute ihm zeitweise die Erziehung seiner Söhne Karl Emil (1660) und Friedrich (1664) an. 1662/63 nahm er an dem vom Großen Kurfürsten veranlassten Berliner Religionsgespräch zwischen den märkischen Lutheranern und Reformierten teil, 1668 an den Unionverhandlungen mit John Durie. 1665 wurde er für ein Jahr als Hofprediger nach Kopenhagen ausgeliehen.
Kunsch von Breitenwald war seit 1646 mit Susanna Maria Adami, Tochter des Pfarrers Johann Adami, verheiratet. Zwei seiner Söhne traten ebenfalls in den preußischen Staatsdienst: Johann Kunsch von Breitenwald jun. (1649–1695) als Hof- und Kammergerichtsrat, Carl Aemilius († 1705) als halberstädtischer Regierungsrat.